# Jure Šterk
Jure Šterk, né le 6 janvier 1937 (Zagreb), est un navigateur à la voile et auteur slovène. Il a disparu à l'âge de 70 ans durant une traversée en solitaire du Pacifique en 2009.